# Уакарі
Уакарі (Cacajao) — рід широконосих мавп родини сакієвих (Pitheciidae).

## Опис
Довжина тіла разом з головою становить 510—700 мм. Хвіст має в довжину не більше третини від довжини тіла і частіше набагато коротший (150—160 мм). Це єдині короткохвості мавпи в Америці. Морда, щоки і верхівка голови майже оголені, на них ростуть рідкісні шовковисті волоски. Район верхньої та нижньої щелеп, а також горло помірно волосаті, іноді злегка опушені, утворюється подобу бороди. Чітко простежуються три типи забарвлення: у підвиду C. calvus calvus забарвлення шерсті майже біле, обличчя червоне; C. calvus rubicundus має світло-рудий окрас в гамі від коричневого до каштанового, кисті, ступні і вуха коричневі, а обличчя і лоб яскраво-червоні; C. melanocephalus забарвлений в горіхово-коричневий колір, а лице, плечі, верхні кінцівки з китицями, ступні і низ хвоста чорні. Мавпи цього роду мають великі вуха, схожі на людські.

## Поширення
Уакарі мешкають у тропічних затоплюваних або прибережних лісах Амазонії, в тому числі Бразилії, Колумбії, Перу та Венесуели.

## Спосіб життя
Уакарі зустрічаються рідше інших американських приматів, бо вони обирають місця перебування певного типу і селяться малих річок, що протікають по лісі, уникаючи великих річок. Вони живуть на вершинах великих дерев і рідко опускаються на землю, принаймні в дощовий сезон, коли нижній ярус лісу затоплений. Вони активні в денний час і пересуваються на чотирьох кінцівках, але не стрибають. За характером вони спокійніші від інших видів мавп. Харчуються фруктами, а також листям, комахами і дрібними тваринами. У Бразилії дослідники спостерігали групи, що складаються з 10-30 особин, непоодинокими були і спільноти з 30-50 тварин. Часто зустрічалися мавпячі асоціації, які об'єднували не менше 100 тварин. За повідомленням Fontaine і Du Mond, колонія уакарі C. calvus rubicundus, що містилися у зоопарку Флориди встановили ієрархію після гучної метушні, в результаті якої ні одна з тварин не постраждала.

## Розмноження
Сезон розмноження у мавп, що містилися в неволі в зоопарках Північної півкулі, приурочений до травня-жовтня. Самки з флоридської колонії ставали статевозрілими у віці 3 років, одна народжувала здорове потомство аж до 11-річного віку. Самці вступають у розмноження, лише досягнувши 6 років. Самки народжують одне дитинча з інтервалом в два роки. Про тривалість життя уакарі відомі такі факти. Одна самка поступила в мавпячу колонію у віці 12 років і прожила в зоопарку ще 11 років. За повідомленням Jones, мавпа виду C. calvus calvus прожила понад 20 років і 6 місяців.